# Кизеловская ГРЭС-3
Кизеловская ГРЭС-3 — выведенная из эксплуатации тепловая электростанция, расположенная в г. Губаха Пермского края. Имела самый большой рабочий стаж среди электростанций Урала. Основу электростанции составляло оборудование центральной электрической станции Оранэлы. Её первые два турбогенератора по 3 мегаватта каждый дали ток ещё в 1924 году. Это была первая на Урале и третья в стране электростанция, построенная по плану ГОЭЛРО.

## История
К 1957 году мощность Кизеловской ГРЭС возросла до максимальной отметки — 118 МВт. В начале 1980-х годов котлы станции переведены на сжигание природного газа. В 2004 году, в год 80-летия станции, введен в эксплуатацию новый турбоагрегат мощностью 29 МВт. Новое оборудование заменило устаревший турбогенератор, введенный в эксплуатацию ещё в 1951 году. Параллельно введена в эксплуатацию система технического водоснабжения производительностью 7200 м³/час. Стоимость этого проекта составила 195 миллионов рублей, средства по инвестиционной программе были получены за счет прибыли Камской и Воткинской ГЭС. ГРЭС снабжала теплом и электроэнергией г. Губаха, в том числе промышленные предприятия ОАО «Метафракс», ОАО «Губахинский кокс».
В 2019 году станция была закрыта как неэффективная, начат демонтаж оборудования. Для обеспечения теплоснабжения Губахи были построены 10 блочно-модульных котельных.